# سی و دومین دوره جوایز اسکار

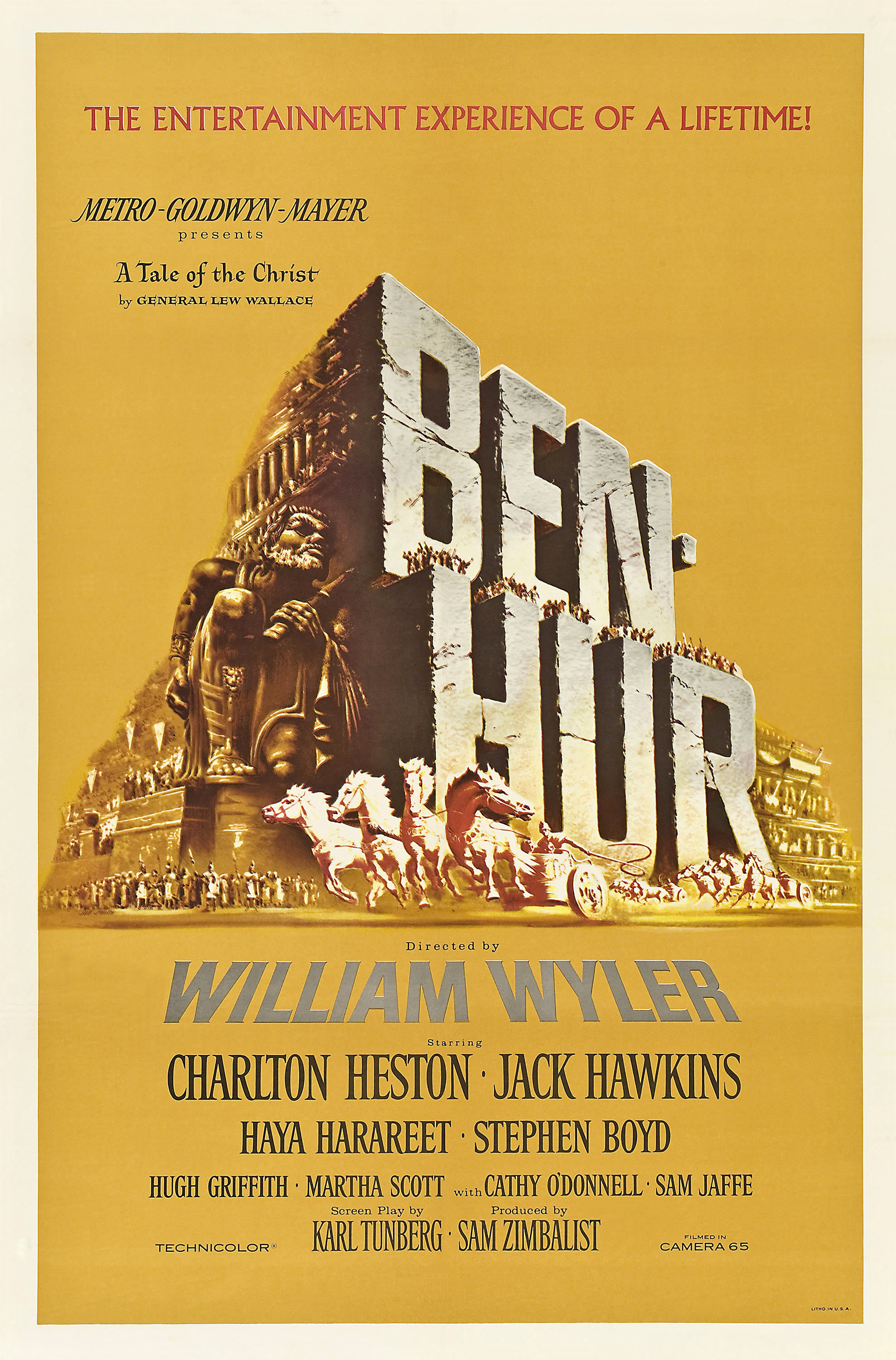
پوستر فیلم بن هور

سی و دومین دوره مراسم اعطای جوایز اسکار (انگلیسی: 32nd Academy Awards) در روز ۴ آوریل ۱۹۶۰ در تئاتر پنتیجز هالیوود، لوس آنجلس برگزار شد. در این مراسم بهترین فیلم‌های سال ۱۹۵۹ جهان به انتخاب آکادمی علوم و هنرهای تصاویر متحرک جایزه گرفتند.
باب هوپ مجری این مراسم بود.

## جوایز
برندگان نخست و در حروف برجسته پررنگ فهرست شده‌اند.
| جایزه اسکار بهترین فیلم | جایزه اسکار بهترین کارگردانی |
| --- | --- |
| - بن هور - سام زیمبالیست (فهرست نامزدان و برندگان جایزه اسکار پس از مرگ) - تشریح یک قتل - اتو پرمینگر - فرصتی برای پیشرفت - John Woolf و James Woolf - خاطرات آنه فرانک - جرج استیونس - داستان راهبه - هنری بلنکه | - ویلیام وایلر – بن هور - جک کلیتن – فرصتی برای پیشرفت - بیلی وایلدر – بعضی‌ها داغشو دوست دارن - جرج استیونس – خاطرات آنه فرانک - فرد زینمان – داستان راهبه |
| جایزه اسکار بهترین بازیگر نقش اول مرد | جایزه اسکار بهترین بازیگر نقش اول زن |
| - چارلتون هستون – بن هور - لارنس هاروی – فرصتی برای پیشرفت - جک لمون – بعضی‌ها داغشو دوست دارن - پل مونی – آخرین مرد خشمگین - جیمز استوارت – تشریح یک قتل | - سیمون سینیوره – فرصتی برای پیشرفت - دوریس دی – صحبت‌های بالشی - آدری هپبورن – داستان راهبه - کاترین هپبورن – ناگهان تابستان گذشته - الیزابت تیلور – ناگهان تابستان گذشته |
| جایزه اسکار بهترین بازیگر نقش مکمل مرد | جایزه اسکار بهترین بازیگر نقش مکمل زن |
| - هیو گریفیث – بن هور - آرتور اوکانل – تشریح یک قتل - جرج سی. اسکات – تشریح یک قتل - رابرت وان – فیلادلفیایی‌های جوان - اد وین – خاطرات آنه فرانک | - شلی وینترز – خاطرات آنه فرانک - هرمیون بادلی – فرصتی برای پیشرفت - سوزان کنر – تقلید زندگی - جوانیتا مور – تقلید زندگی - تلما ریتر – صحبت‌های بالشی |
| جایزه اسکار بهترین فیلم‌نامه غیراقتباسی | جایزه اسکار بهترین فیلم‌نامه اقتباسی |
| - صحبت‌های بالشی – راسل راوز، کلارنس گرین، استنلی شپیرو و موریس ریچلین - شمال از شمال غربی – ارنست لمان - چهارصد ضربه – فرانسوا تروفو و مارسل موسی - عملیات زیرپیراهنی زنانه – Paul King, Joseph J. Stone, استنلی شپیرو و موریس ریچلین - توت‌فرنگی‌های وحشی – اینگمار برگمان | - فرصتی برای پیشرفت – Neil Paterson - تشریح یک قتل – وندل مایز - بن هور – کارل تانبرگ - بعضی‌ها داغشو دوست دارن – بیلی وایلدر و آی ای ال دایموند - داستان راهبه – رابرت اندرسون |
| Best Foreign Language Film | |
| - اورفه سیاه (France) - The Bridge (Germany) - The Village on the River (Netherlands) - جنگ بزرگ (Italy) - Paw (Denmark) | |
| جایزه اسکار بهترین فیلم مستند | Best Documentary Short |
| - سرنگتی نباید بمیرد - The Race for Space | - Glas - Donald in Mathmagic Land - From Generation to Generation |
| جایزه اسکار بهترین فیلم کوتاه | جایزه اسکار بهترین پویانمایی کوتاه |
| - The Golden Fish - ژاک-ایو کوستو - Between the Tides - Ian Ferguson - Mysteries of the Deep - والت دیزنی - The Running, Jumping and Standing-Still Film - پیتر سلرز - Skyscraper - شرلی کلارک و ویلارد وان دیک | - Moonbird - Mexicali Shmoes - Noah's Ark - The Violinist |
| جایزه اسکار بهترین موسیقی فیلم | جایزه اسکار بهترین موسیقی فیلم |
| - بن هور – میکلوش روژا - در ساحل (فیلم ۱۹۵۹) – ارنست گلد - صحبت‌های بالشی – فرنک د وال - خاطرات آنه فرانک – آلفرد نیومن - داستان راهبه – فرانتس واکسمن | - پورگی و بس – آندره پروین و کن داربی - L'il Abner – نلسون ریدل و جوزف جی. لیلی - Say One for Me – لایونل نیومن - زیبای خفته – جرج برانس - The Five Pennies – لیت استیونز |
| جایزه اسکار بهترین ترانه | Best Sound Recording |
| - "High Hopes" from A Hole in the Head – Music by جیمی ون هیوزن; Lyric by سمی کان - "The Best of Everything" from The Best of Everything – Music by آلفرد نیومن; Lyric by سمی کان - "The Five Pennies" from The Five Pennies – Music and Lyric by Sylvia Fine - "The Hanging Tree" from The Hanging Tree – Music by Jerry Livingston; Lyric by Mack David - "Strange Are The Ways of Love" from The Young Land – Music by دیمیتری تیومکین; Lyric by ند واشینگتن                                       | - بن هور – Franklin Milton, مترو گلدوین مایر - سفر به اعماق زمین – Carlton W. Faulkner, فاکس قرن بیستم - تهمت – A. W. Watkins, مترو گلدوین مایر - پورگی و بس – گوردون ای سایر و Fred Hynes, Samuel Goldwyn Studio Sound Department و Todd-AO Sound Department - داستان راهبه – George Groves, وارنر برادرز |
| جایزه اسکار بهترین طراحی صحنه | جایزه اسکار بهترین طراحی صحنه |
| - خاطرات آنه فرانک – Art Direction: Lyle R. Wheeler و George W. Davis; Set Decoration: Walter M. Scott و Stuart A. Reiss - سابقه – Art Direction: Hal Pereira و Walter Tyler; Set Decoration: Sam Comer و Arthur Krams - بعضی‌ها داغشو دوست دارن – Art Direction: Ted Haworth; Set Decoration: Edward G. Boyle - ناگهان تابستان گذشته – Art Direction: Oliver Messel و William Kellner; Set Decoration: Scot Slimon - آخرین مرد خشمگین – Art Direction: Carl Anderson; Set Decoration: William Kiernan | - بن هور – Art Direction: ویلیام ای هورنینگ (فهرست نامزدان و برندگان جایزه اسکار پس از مرگ) and Edward Carfagno; Set Decoration: Hugh Hunt - سفر به اعماق زمین – Art Direction: Lyle R. Wheeler; Set Decoration: Franz Bachelin و Herman A. Blumenthal - شمال از شمال غربی – Art Direction: ویلیام ای هورنینگ (فهرست نامزدان و برندگان جایزه اسکار پس از مرگ), Robert Boyle و Merrill Pye; Set Decoration: Henry Grace و Frank McKelvy - صحبت‌های بالشی – Art Direction: Richard H. Riedel; Set Decoration: Russell A. Gausman و Ruby R. Levitt - ماهیگیر بزرگ – Art Direction: John DeCuir; Set Decoration: Julia Heron |
| جایزه اسکار بهترین فیلمبرداری | جایزه اسکار بهترین فیلمبرداری |
| - خاطرات آنه فرانک – ویلیام سی. ملور - تشریح یک قتل – سام لیویت - سابقه – جوزف لاشل - بعضی‌ها داغشو دوست دارن – چارلز لنگ - فیلادلفیایی‌های جوان – هری استردلینگ | - بن هور – رابرت ال. سرتیس - پورگی و بس – لئون شامروی - ماهیگیر بزرگ – لی گارمس - The Five Pennies – دانیل ال. فپ - داستان راهبه – فرانتس پلانر |
| جایزه اسکار بهترین طراحی لباس | جایزه اسکار بهترین طراحی لباس |
| - بعضی‌ها داغشو دوست دارن – اوری-کلی - سابقه – ادیت هد - خاطرات آنه فرانک – شارل لوماری و مری والیس - The Gazebo – هلن رز - فیلادلفیایی‌های جوان – Howard Shoup | - بن هور – الیزابت هفندن - پورگی و بس – آیرین شرف - The Best of Everything – Adele Palmer - ماهیگیر بزرگ – Renie - The Five Pennies – ادیت هد |
| جایزه اسکار بهترین تدوین | جایزه اسکار بهترین جلوه‌های تصویری |
| - بن هور – رالف ای. وینترز و John D. Dunning - تشریح یک قتل – لوئیس آر. لوفلر - شمال از شمال غربی – جورج توماسینی - در ساحل (فیلم ۱۹۵۹) – فردریک نیوتسن - داستان راهبه – والتر ای. تامپسون | - بن هور – A. Arnold Gillespie, Robert MacDonald و Milo Lory - سفر به اعماق زمین – ال بی ابوت، James B. Gordon and Carl Faulkner |